# Modlitwy wstawiennicze za Kościół, za żyjących i zmarłych
Modlitwy wstawiennicze za Kościół, za żyjących i zmarłych – część Mszy Świętej, zawierająca modlitwy za różnych członków Kościoła. Jest obecna w zwyczajnej formie rytu rzymskiego jako część modlitwy eucharystycznej po epiklezie komunijnej, a przed doksologią końcową. 
Modlitwy wstawiennicze za Kościół są prośbą dotyczą wszystkich Dzieci Bożych, a więc także niewierzących czy wrogów Kościoła. W IV Modlitwie Eucharystycznej mają one taką formę: Pamiętaj, Boże, o wszystkich, za których składamy tę Ofiarę: przede wszystkim o Twoim słudze, naszym Papieżu N., o naszym Biskupie N., o wszystkich biskupach i całym duchowieństwie, o składających Ofiarę i tutaj zgromadzonych, [o nowo ochrzczonych, których dzisiaj odrodziłeś z wody i z Ducha Świętego,] o całym Twoim ludzie i o wszystkich, którzy szczerym sercem Ciebie szukają.
Modlitwy za zmarłych także dotyczą całego ludu Bożego, a nie tylko wierzących. Przyjmują najczęściej formę Pamiętaj także o naszych zmarłych, którzy zasnęli z nadzieją zmartwychwstania, i o wszystkich, którzy w Twojej łasce odeszli z tego świata. Dopuść ich do oglądania Twojej światłości lub Pamiętaj także o tych, którzy odeszli z tego świata w pokoju z Chrystusem, oraz o wszystkich zmarłych, których wiarę jedynie Ty znałeś.
Po nich następuje wspomnienie żywych i świętych. W nadzwyczajnej formie rytu rzymskiego ta druga część przyjmowała bardziej rozbudowaną formę. Listę świętych, których wspominamy w anaforze otwiera zawsze Najświętsza Maryja Panna; po Niej wspomina się Apostołów, uczniów i pierwszych wyznawców Chrystusa. I, II, IV i V modlitwa eucharystyczna pozwala celebransowi na wymienienie także innych świętych lub błogosławionych, np. patronów miejscowego Kościoła lub wspominanych danego dnia. I Modlitwa Eucharystyczna ma własną listę świętych, którą stanowią głównie męczennicy Kościoła rzymskiego z pierwszych wieków. Dzieli się ona na 2 części: pierwszą stanowią imiona 26 świętych z Maryją Dziewicą i św. Józefem na czele oraz z imiennym wymienieniem wszystkich 12 Apostołów. Druga lista zawiera 15 imion Świętych. W tradycji lista tych imion była często modyfikowana i przedłużana niemal w zależności od pobożności celebransa. Zawsze na końcu tej listy dodawano i z wszystkimi Świętymi. Obecnie zwykle przyjmuje formę: Prosimy Cię, zmiłuj się nad nami wszystkimi i daj nam udział w życiu wiecznym z Najświętszą Bogurodzicą Maryją, ze świętymi Apostołami (ze świętym N) i wszystkimi Świętymi, którzy w ciągu wieków podobali się Tobie, abyśmy z nimi wychwalali Ciebie przez Twojego Syna, Jezusa Chrystusa.
Poza tymi modlitwami, zależnie od okoliczności, można dodać modlitwę za przyjmujących chrzest, za wstępujących w związek małżeński, czy za zmarłego, w intencji którego sprawowana jest Msza.